# Wat Benchamabophit
Wat Benchamabophit Dusitvanaram (in thailandese วัดเบญจมบพิตรดุสิตวนาราม ) è un tempio buddista (wat) situato a Bangkok nel distretto di Dusit. Conosciuto anche come il tempio di marmo, è una delle principali attrazioni turistiche della capitale. Progettato dagli architetti italiani Annibale Rigotti e Mario Tamagno, è una rappresentazione dello stile architettonico neo-classico italiano combinato con l'architettura tradizionale buddista thailandese, con tetto a due falde recante elaborati elementi decorativi alle estremità.

## Storia
La costruzione del tempio iniziò nel 1899 per volontà di re Chulalongkorn e fu inserito nel complesso di Palazzo Dusit, inaugurato qualche anno prima. Il nome significa letteralmente "tempio del quinto regno vicino al Palazzo Dusit". Come altri edifici costruiti nella capitale in quel periodo, anche il progetto del tempio fu realizzato dagli architetti italiani Mario Tamagno e Annibale Rigotti, mentre la supervisione dei lavori fu affidata al principe Naris, fratellastro del re.
L'immagine della facciata del tempio è stata apposta su un lato della moneta da 5 baht. Nel 2005 il tempio è stato sottoposto all'attenzione dell'UNESCO per essere inserito tra le candidature alla lista dei patrimoni dell'umanità.

## Descrizione

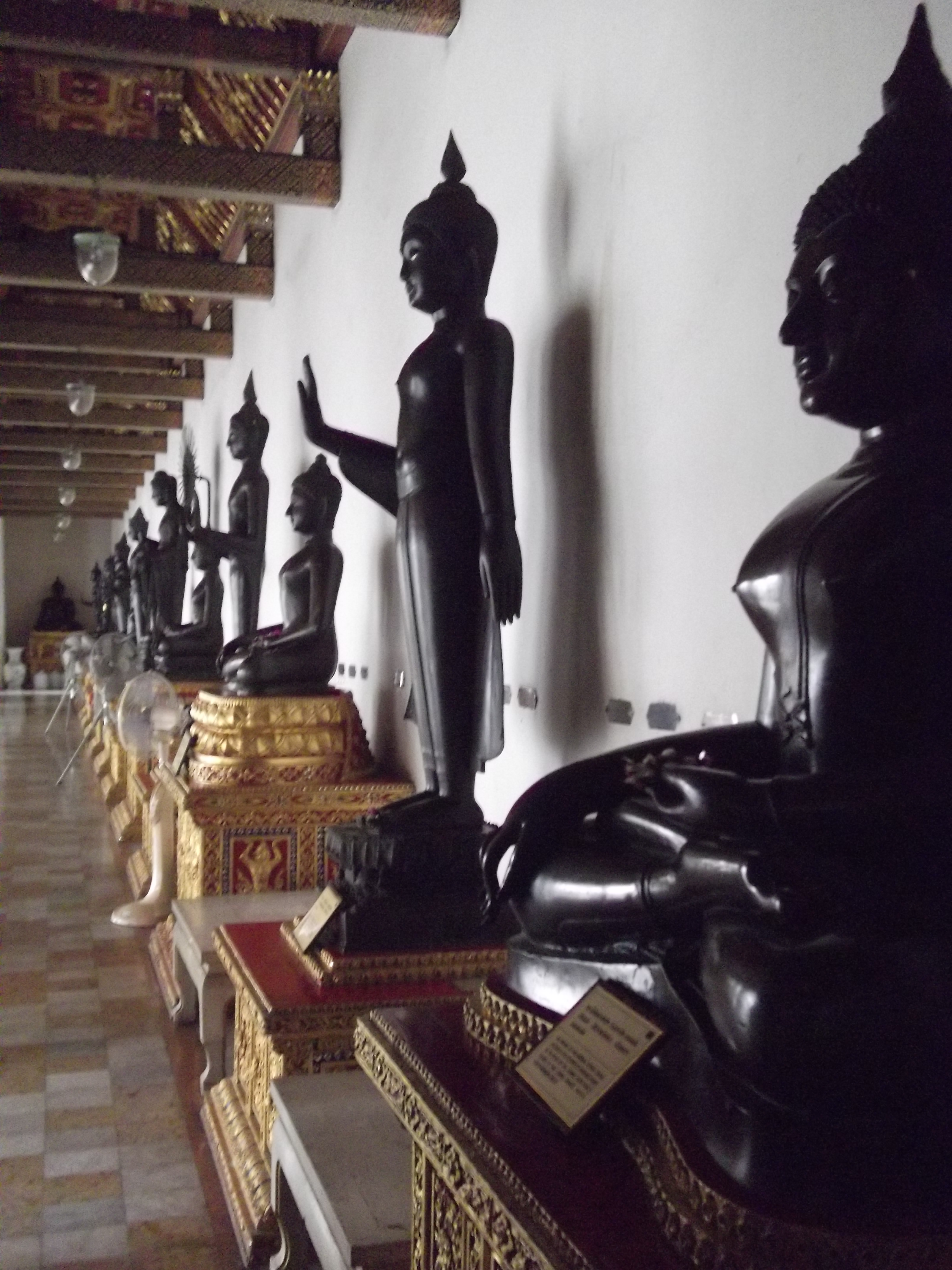
Alcune delle statue di Buddha raffigurato in diversi mudra situate all'esterno della sala dell'assemblea

Presenta piloni in marmo bianco di Carrara, un porticato anch'esso marmoreo con due enormi singha (leoni) ai suoi lati che fanno la guardia all'entrata del wat. Gli interni sono decorati con enormi travi smaltate o decorate con foglia d'oro e nella parte inferiore vi sono delle nicchie che contengono dipinti raffiguranti importanti stupa della Thailandia. Il porticato che circonda la sala dell'assemblea ospita 52 statue di Buddha, ciascuna delle quali lo raffigura in un differente mudra, i gesti simbolici della tradizione buddista. Le statue furono collezionate dal principe Damrong Rajanubhab per il re.
All'interno della sala d'ordinazione (ubosot) si trova la statua del Buddha Phra Buddhajinaraja; realizzata nel 1920 nel classico stile di Sukhothai, è una replica della statua del Buddha Phra Chinarat posta nel Wat Mahathat di Phitsanulok nel nord della Thailandia. Le ceneri di re Rama V furono tumulate di fronte a questa statua di Wat Benchamabophit.
Il sito presenta al suo interno anche il Museo nazionale Benchamabophit.

## Festività
Attorno al Wat Benchamabophit si tengono processioni con i ceri durante le festività buddiste di Magha Puja in febbraio e di Visakha Puja in maggio.